# Боец Кузнецов
Бое́ц Кузнецо́в — посёлок сельского типа в Партизанском районе Приморского края. Входит в состав Екатериновского сельского поселения.

## Этимология
В 1935 году на строительстве железной дороги Находка — Партизанск велись взрывные работы, при которых погиб красноармеец Кузнецов. Его именем был назван посёлок.

## География
Посёлок Боец Кузнецов стоит на малой реке, правом притоке реки Партизанская, которая протекает примерно в 3 км от села.
Дорога к посёлка Боец Кузнецов идёт от села Екатериновка вверх по долине реки Партизанская, расстояние до села Екатериновка около 3 км, расстояние до районного центра Владимиро-Александровское около 5 км.
На север от посёлка Боец Кузнецов автомобильная дорога идёт к населённым пунктам Партизанского района: железнодорожному разъезду 151 км и к селу Новая Сила, далее по трассе посёлок Лозовый Партизанского городского округа и город Партизанск, расстояние до которого около 20 км.

## Население
| 2002 | 2010 |
| ---- | ---- |
| 774  | ↘730 |

## Улицы
| - ул. Вокзальная, - ул. Железнодорожная, - ул. Зелёная, | - ул. Луговая, - ул. Льва Киселёва, - ул. Молодёжная, | - ул. Нагорная, - ул. Первомайская, - ул. Шоссейная. |

## Экономика
Жители занимаются сельским хозяйством.